# Jean-Marie Lartigot
Jean-Marie Lartigot, né le 23 janvier 1948 à Chauny dans l'Aisne, est un arbitre international de football. Il a été en fonction jusqu'à la saison 1993-1994 où il fut atteint par la limite d'âge des arbitres de football.
Il fut observateurs des arbitres pour la DTA de la Fédération française de football et aura comme talents plusieurs arbitres promu en ligue 1 tel que Nicolas Rainville, Clément Turpin, François Letexier, Karim Abed, Stéphane Jochem alors en ligue 2.
Il est en retraite sportive depuis la fin de saison 2017-2018

## Compétitions arbitrées
Ayant officié en première et en deuxième division française, il a aussi officié dans la Coupe du monde de football des moins de 16 ans 1989, où il arbitra trois matchs dont une demi-finale.